# Nati il 14 marzo
| Questa pagina contiene informazioni ricavate automaticamente dalle voci biografiche con l'ausilio del template Bio e di un bot. L'aggiornamento è periodico e automatico e ricostruisce completamente la pagina. Se manca una persona in questa lista, sei pregato di non aggiungerla, ma accertati piuttosto che la sua voce biografica contenga il template Bio e che i dati anagrafici siano correttamente compilati. Se il template Bio manca, inseriscilo tu stesso o, in alternativa, metti l'avviso {{tmp\|Bio}} che ne segnala la mancanza. Se i dati riportati sono sbagliati, correggi direttamente la voce biografica; le modifiche saranno visibili in questa lista entro pochi giorni. Per chiarimenti vedi il progetto biografie. La lista contiene solo le 1.215 persone che sono citate nell'enciclopedia e per le quali è stato implementato correttamente il template Bio. Pagina aggiornata al 17 ago 2025. |

## IV secolo(1)
- 303 - Ceionio Rufio Albino, politico e diplomatico romano

## XIII secolo(1)
- 1271 - Stefano I di Baviera, duca († 1310)

## XIV secolo(1)
- 1320 - Galeazzo II Visconti († 1378)

## XV secolo(5)
- 1418 - Filippo II di Nassau-Weilburg, conte († 1492)
- 1452 - David Ghirlandaio, pittore italiano († 1525)
- 1473 - Reinardo IV di Hanau-Münzenberg, conte tedesco († 1512)
- 1478 - Anastasia di Hohenzollern, principessa tedesca († 1534)
- 1489 - Niccolò Massa, anatomista italiano († 1569)

## XVI secolo(2)
- 1596 - Bonaventura Teuli, arcivescovo cattolico italiano († 1670)
- 1599 - Giovanni Ricciardi, teologo e religioso italiano († 1675)

## XVII secolo(13)
- 1610 - Simone Luigi di Lippe-Detmold, nobile tedesco († 1636)
- 1618 - Nadira Banu Begum, principessa indiana († 1659)
- 1625 - Daniel Gittard, architetto francese († 1686)
- 1627 - Roelant Roghman, pittore e incisore olandese († 1692)
- 1638 - Johann Georg Gichtel, filosofo, teologo e mistico tedesco († 1710)
- 1652 - Benedetta Enrichetta del Palatinato, duchessa francese († 1730)
- 1664 - Silvio Stampiglia, librettista italiano († 1725)
- 1665 - Giuseppe Maria Crespi, pittore italiano († 1747)
- 1666 - Jean Jacques Bouhier, vescovo cattolico francese († 1744)
- 1680 - Maria Isabella Gonzaga, nobildonna italiana († 1726)
- 1682 - Francesco Conti, pittore italiano († 1760)
- 1689 - Alessandro Del Nero, scrittore e drammaturgo italiano († 1754)
- 1692 - Pieter van Musschenbroek, fisico olandese († 1761)

## XVIII secolo(39)
- 1703 - Dionigi Latomo Massa, vescovo cattolico italiano († 1780)
- 1706 - Siegmund Jakob Baumgarten, teologo tedesco († 1757)
- 1706 - Udalrico Fantelli, presbitero e allevatore italiano († 1784)
- 1709 - Gabriel Bonnot de Mably, filosofo e politico francese († 1785)
- 1717 - Abel Smith, banchiere e politico inglese († 1788)
- 1720 - Mario Lupo, storico, bibliotecario e religioso italiano († 1789)
- 1723 - Giovanni Paolo Gamba Zampol, scultore e intagliatore italiano († 1802)
- 1726 - Esma Sultan, principessa ottomana († 1788)
- 1726 - Charles Augustin de Royrand, generale francese († 1793)
- 1727 - Johann Gottlieb Goldberg, compositore, clavicembalista e organista tedesco († 1756)
- 1732 - Abraham Somes, militare statunitense († 1819)
- 1737 - Antonio Dominici, pittore italiano († 1794)
- 1743 - Hannah Cowley, drammaturga inglese († 1809)
- 1752 - Jean-François Moulin, generale francese († 1810)
- 1752 - Jean René César de Saint-Julien de Chabon, ammiraglio francese († 1799)
- 1754 - Henry Cecil, I marchese di Exeter, nobile e politico inglese († 1804)
- 1754 - Pepe-Hillo, torero spagnolo († 1801)
- 1755 - Ignazio Alessandro Cozio, nobile italiano († 1840)
- 1756 - Maria Antonia del Liechtenstein, principessa austriaca († 1821)
- 1758 - Agostino Rivarola, cardinale italiano († 1842)
- 1764 - Giuseppe Taverna, educatore e religioso italiano († 1850)
- 1769 - József Kármán, scrittore ungherese († 1795)
- 1769 - Enrico Mylius, imprenditore, banchiere e filantropo tedesco († 1854)
- 1771 - Józef Chłopicki, generale polacco († 1854)
- 1774 - Domenico Rossetti De Scander, geografo, letterato e avvocato austriaco († 1842)
- 1776 - Eustahija Arsić, mecenate e scrittrice serba († 1843)
- 1777 - John Linn, scrittore statunitense († 1804)
- 1782 - Thomas Hart Benton, politico statunitense († 1858)
- 1786 - Domenico Maria Lo Jacono, vescovo cattolico italiano († 1860)
- 1788 - Giuseppe Rondizzoni, militare italiano († 1866)
- 1789 - Josef Schlotthauer, pittore tedesco († 1869)
- 1790 - Lorenzo Picolet, magistrato e politico italiano
- 1791 - Pietro Celestino Giannone, poeta e patriota italiano († 1872)
- 1792 - Friedrich Staps, tedesco († 1809)
- 1794 - Carlo Bartolomeo Romilli, arcivescovo cattolico italiano († 1859)
- 1795 - Robert Lucas de Pearsall, compositore britannico († 1856)
- 1796 - Anton Haizinger, tenore e cantante lirico austriaco († 1869)
- 1800 - Gottfried Bernhardy, filologo classico e critico letterario tedesco († 1875)
- 1800 - James Bogardus, architetto e inventore statunitense († 1874)

## XIX secolo(186)
- 1801 - Benedetto Marzolla, cartografo e geografo italiano († 1858)
- 1801 - Kristjan Jaak Peterson, poeta estone († 1822)
- 1802 - Manuel García Gil, arcivescovo cattolico e cardinale spagnolo († 1881)
- 1804 - Bernardino Biondelli, linguista, numismatico e archeologo italiano († 1886)
- 1804 - Johann Strauss, compositore e direttore d'orchestra austriaco († 1849)
- 1805 - Eduard Clam-Gallas, militare austriaco († 1891)
- 1806 - Gabriele Capello, ebanista italiano († 1877)
- 1806 - Joseph-Melchior de Livet, politico francese († 1862)
- 1807 - Salvatore Muzzi, scrittore e giornalista italiano († 1884)
- 1807 - Giuseppina di Leuchtenberg, sovrana svedese († 1876)
- 1810 - Benoît-Hermogaste Molin, pittore francese († 1894)
- 1812 - Peter Desaga, inventore tedesco († 1879)
- 1812 - John Gilbert, esploratore e naturalista britannico († 1845)
- 1812 - Edgar Napoléon Henry Ney, generale e politico francese († 1882)
- 1813 - Alessandro Marcello, politico italiano († 1871)
- 1814 - Udo Gebhard Ferdinand von Alvensleben, storico tedesco († 1879)
- 1815 - Josephine Lang, pianista, cantante e compositrice tedesca († 1880)
- 1816 - John Crittenden Duval, scrittore statunitense († 1897)
- 1817 - Charles Victor Daremberg, medico francese († 1872)
- 1817 - Franziska Möllinger, fotografa svizzera († 1880)
- 1817 - Carlo Pedrotti, compositore e direttore d'orchestra italiano († 1893)
- 1818 - Nicola Schiavoni Carissimo, politico italiano († 1904)
- 1819 - Louis Hippolyte Hupé, paleontologo e naturalista francese († 1867)
- 1820 - Josef von Ringelsheim, generale austriaco († 1893)
- 1820 - Andreas Tunkler, ufficiale e ingegnere austriaco († 1873)
- 1820 - Vittorio Emanuele II di Savoia, sovrano italiano († 1878)
- 1821 - Carlo Romagnani, patriota, militare e giornalista italiano († 1897)
- 1822 - Henri Delmotte, drammaturgo e giornalista belga († 1884)
- 1822 - Fortunato Rocchi, pittore e architetto italiano († 1909)
- 1822 - Giovanni Tolu, brigante italiano († 1896)
- 1822 - Teresa Cristina di Borbone-Due Sicilie, italiana († 1889)
- 1823 - Théodore de Banville, poeta e scrittore francese († 1891)
- 1823 - Raffaele Trabucco, patriota italiano
- 1824 - Johann Wilhelm Cordes, pittore tedesco († 1869)
- 1827 - George Frederick Bodley, architetto britannico († 1907)
- 1829 - Pierre-Hector Coullié, cardinale e arcivescovo cattolico francese († 1912)
- 1831 - Nikolaj von der Osten-Sacken, diplomatico russo († 1912)
- 1832 - Miguel Martínez de Hoz, militare argentino († 1868)
- 1832 - Maharaja Ayilyam Thirunal, principe indiano († 1880)
- 1834 - Antonio Barzaghi Cattaneo, pittore svizzero († 1922)
- 1835 - Giovanni Schiaparelli, astronomo, storico della scienza e ingegnere italiano († 1910)
- 1836 - Jules Joseph Lefebvre, pittore francese († 1912)
- 1837 - Luigi Domenico Galeazzi, avvocato e politico italiano († 1918)
- 1837 - Heinrich Thorbecke, orientalista e filologo tedesco († 1890)
- 1841 - Francesco Grandi, intarsiatore italiano († 1934)
- 1841 - Giuseppe Tovini, avvocato, politico e banchiere italiano († 1897)
- 1843 - Léon Gustave Dehon, presbitero francese († 1925)
- 1843 - Alexandre-Louis Leloir, pittore francese († 1884)
- 1844 - Umberto I di Savoia, sovrano italiano († 1900)
- 1847 - Antônio de Castro Alves, poeta brasiliano († 1871)
- 1848 - Albert Robida, scrittore, illustratore e giornalista francese († 1926)
- 1848 - Lise Tréhot, modella francese († 1922)
- 1851 - Alessandro Ferretti, ingegnere e agronomo italiano († 1930)
- 1851 - Paddy Ryan, pugile irlandese († 1900)
- 1853 - Arthur Cursham, calciatore inglese († 1884)
- 1853 - Ferdinand Hodler, pittore svizzero († 1918)
- 1853 - Max Saenger, ginecologo tedesco († 1903)
- 1854 - Paul Ehrlich, microbiologo e immunologo tedesco († 1915)
- 1854 - Alexandru Macedonski, poeta, romanziere e drammaturgo rumeno († 1920)
- 1854 - Thomas R. Marshall, politico statunitense († 1925)
- 1855 - Claude Bowes-Lyon, XIV conte di Strathmore e Kinghorne, nobile britannico († 1944)
- 1856 - George-Daniel de Monfreid, pittore francese († 1929)
- 1856 - Matilde Serao, scrittrice e giornalista italiana († 1927)
- 1856 - Mauro Turrisi, imprenditore e politico italiano († 1912)
- 1857 - Salvador Sánchez Barbudo, pittore spagnolo († 1917)
- 1857 - Edward Thomas John, politico gallese († 1931)
- 1857 - Isabel Marjoribanks, nobildonna britannica († 1939)
- 1857 - Rudolf Thurneysen, linguista svizzero († 1940)
- 1859 - Adolf Bertram, cardinale e arcivescovo cattolico tedesco († 1945)
- 1859 - Matilde Montoya, medico messicano († 1939)
- 1860 - Vittorio Fiorini, storico italiano († 1925)
- 1860 - Francis Henry May, diplomatico inglese († 1922)
- 1861 - Michele Ceriana Mayneri, politico e calciatore italiano († 1930)
- 1861 - George Desvallières, pittore francese († 1950)
- 1862 - Vilhelm Bjerknes, fisico norvegese († 1951)
- 1862 - Giuseppe Crivelli Serbelloni, politico e nobile italiano († 1918)
- 1862 - Albert Ehrhard, teologo tedesco († 1940)
- 1864 - Gabriel Astruc, impresario teatrale, editore e giornalista francese († 1938)
- 1864 - Alfred Redl, militare austro-ungarico († 1913)
- 1864 - Maria Anna di Sassonia-Altenburg, principessa tedesca († 1918)
- 1864 - William Nicholas Selig, produttore cinematografico statunitense († 1948)
- 1865 - Luigi Cerutti, presbitero italiano († 1934)
- 1865 - Eugenio Goglio, fotografo italiano († 1926)
- 1865 - Hugh Tothill, ammiraglio inglese († 1927)
- 1866 - Celestino Endrici, arcivescovo cattolico italiano († 1940)
- 1866 - Aleksej Alekseevič Troickij, compositore di scacchi russo († 1942)
- 1867 - Filoteo Alberini, regista italiano († 1937)
- 1867 - Henry Cubitt, II barone Ashcombe, nobile e politico inglese († 1947)
- 1867 - Marie Steiner, esoterista e teosofa tedesca († 1948)
- 1868 - Emily Murphy, giurista, scrittrice e attivista canadese († 1933)
- 1868 - Ascensión Nicol Goñi, religiosa spagnola († 1940)
- 1869 - Antonio Baslini, politico italiano († 1943)
- 1869 - Algernon Blackwood, scrittore britannico († 1951)
- 1869 - Frederick Trump, imprenditore tedesco († 1918)
- 1870 - Prosper Bruggeman, canottiere belga († 1939)
- 1870 - Pedro Elías Gutiérrez, compositore venezuelano († 1954)
- 1871 - Olive Fremstad, soprano e mezzosoprano svedese († 1951)
- 1871 - William Jackson, giocatore di curling britannico († 1955)
- 1871 - Paola Lombroso Carrara, giornalista, scrittrice e pedagogista italiana († 1954)
- 1872 - Léon Delagrange, aviatore e scultore francese († 1910)
- 1872 - Gaspare Di Maio, commediografo italiano († 1930)
- 1872 - Oleksa Novakivs'kyj, pittore e insegnante ucraino († 1935)
- 1872 - Émile Vernon, pittore francese († 1920)
- 1873 - Luigi Balbo Bertone di Sambuy, nobile e politico italiano († 1945)
- 1873 - Giovanni Jacono, arcivescovo cattolico italiano († 1957)
- 1873 - Niccolò Rodolico, storico e scrittore italiano († 1969)
- 1874 - Mary Carr, attrice statunitense († 1973)
- 1874 - Anton Philips, imprenditore olandese († 1951)
- 1874 - Ernesto Verrucci-Bey, architetto italiano († 1945)
- 1875 - John Burnett-Stuart, generale britannico († 1958)
- 1875 - Piero Schiavazzi, tenore italiano († 1949)
- 1876 - Lev Semënovič Berg, biologo e geografo russo († 1950)
- 1876 - Pietro Maravigna, generale, storico e politico italiano († 1964)
- 1876 - Hyozo Omori, educatore giapponese († 1913)
- 1876 - Otto Röhm, chimico e imprenditore tedesco († 1939)
- 1877 - Edna Woolman Chase, editrice statunitense († 1957)
- 1879 - Louis Forton, fumettista francese († 1934)
- 1879 - Cecilia Cuțescu-Storck, pittrice e docente rumena († 1969)
- 1879 - Albert Einstein, fisico tedesco († 1955)
- 1879 - Thành Thái, imperatore vietnamita († 1954)
- 1880 - Oddo Bernacchia, vescovo cattolico italiano († 1964)
- 1880 - Thyra di Danimarca, principessa danese († 1945)
- 1880 - Sammy Mellor, maratoneta statunitense († 1948)
- 1880 - Léonce Perret, attore, regista e produttore cinematografico francese († 1935)
- 1881 - Vincenzo Del Signore, vescovo cattolico italiano († 1967)
- 1881 - Andreas Kempf, ginnasta e multiplista statunitense († 1963)
- 1882 - John Chapman, calciatore e allenatore di calcio scozzese († 1948)
- 1882 - Johannes Gabriel Granö, esploratore e geografo finlandese († 1956)
- 1882 - Wacław Sierpiński, matematico polacco († 1969)
- 1882 - Giuseppe Tellera, generale italiano († 1941)
- 1882 - Umberto di Giorgio, generale italiano († 1943)
- 1883 - Joseph Vuillemin, militare francese († 1963)
- 1884 - Harald Hansen, calciatore danese († 1927)
- 1884 - Antonio Muñoz, storico dell'arte e architetto italiano († 1960)
- 1884 - Max Zweifach, criminale statunitense († 1908)
- 1885 - Maurice Delannoy, scultore, incisore e medaglista francese († 1972)
- 1885 - Raoul Lufbery, militare e aviatore francese († 1918)
- 1886 - Edward Dierkes, calciatore statunitense († 1955)
- 1886 - Firmin Lambot, ciclista su strada belga († 1964)
- 1886 - Karl Wilhelm Lorenz, astronomo e matematico tedesco († 1918)
- 1886 - Vittorio Pedroni, avvocato, arbitro di calcio e calciatore italiano († 1968)
- 1886 - Rolf Steffenburg, velista svedese († 1982)
- 1887 - Sylvia Beach, editrice statunitense († 1962)
- 1887 - Alice Elizabeth Doherty, circense statunitense († 1933)
- 1887 - Abdülhak Şinasi Hisar, scrittore turco († 1963)
- 1887 - Maria Messina, scrittrice italiana († 1944)
- 1887 - Charles Reisner, regista e attore statunitense († 1962)
- 1887 - Leon Schiller, regista polacco († 1954)
- 1888 - Pacifico Arcangeli, presbitero e militare italiano († 1918)
- 1888 - Auro D'Alba, poeta italiano († 1965)
- 1888 - Pietro Marocco, militare italiano († 1915)
- 1889 - Konstantin Bagration-Mukhrani, principe georgiano († 1915)
- 1889 - Arturo Capdevila, scrittore e poeta argentino († 1967)
- 1889 - Oscar Chisini, matematico italiano († 1967)
- 1889 - Kemp Malone, storico e filologo statunitense († 1971)
- 1890 - Elmer Clifton, regista, sceneggiatore e attore statunitense († 1949)
- 1890 - Matilde Festa, pittrice italiana († 1957)
- 1890 - Umberto Ricagno, generale italiano († 1964)
- 1891 - Lorenzo Mangiante, ginnasta italiano († 1936)
- 1891 - Giulio Parisio, fotografo italiano († 1967)
- 1891 - Józef Zając, generale e aviatore polacco († 1963)
- 1892 - Afrânio da Costa, tiratore a segno brasiliano († 1979)
- 1892 - Vladimir Borisovič Fejnberg, regista cinematografico sovietico († 1969)
- 1893 - Emilio Canzi, partigiano italiano († 1945)
- 1893 - Franco Lo Giudice, tenore italiano († 1990)
- 1893 - Silvio Raso, calciatore italiano († 1931)
- 1894 - Engelbert Besednjak, politico, pubblicista e avvocato sloveno († 1968)
- 1894 - Ambrogio Levati, ginnasta italiano († 1963)
- 1894 - Ivo Levi, generale italiano († 1966)
- 1894 - Heikki Liimatainen, mezzofondista finlandese († 1980)
- 1894 - Hartley Power, attore statunitense († 1966)
- 1894 - Vladimir Kiriakovič Triandafillov, generale sovietico († 1931)
- 1895 - François Louis Ganshof, storico belga († 1980)
- 1895 - Bruno Gemelli, politico e militare italiano († 1967)
- 1895 - Renzo Provinciali, artista e avvocato italiano († 1981)
- 1896 - Walter Krause, calciatore tedesco († 1948)
- 1896 - Francesco Lombardo, militare e criminale italiano († 1921)
- 1897 - Giorgio Guidelli, compositore di scacchi italiano († 1924)
- 1897 - Fritz Hünenberger, sollevatore svizzero († 1976)
- 1897 - Maria Valtorta, scrittrice italiana († 1961)
- 1898 - Reginald Marsh, pittore statunitense († 1954)
- 1899 - Achille Balsamo di Loreto, militare italiano († 1918)
- 1899 - Calogero Ciancimino, scrittore e comandante marittimo italiano († 1936)
- 1899 - Leota Lorraine, attrice statunitense († 1974)
- 1899 - Leonardantonio Sforza, politico italiano († 1979)
- 1900 - Grit Haid, attrice austriaca († 1938)

## XX secolo(936)
- 1901 - Sid Atkinson, ostacolista, velocista e lunghista sudafricano († 1977)
- 1901 - Francisco Gamborena, allenatore di calcio e calciatore spagnolo († 1982)
- 1901 - Aldino Rossetti, calciatore italiano
- 1902 - Maria Bernetic, politica italiana († 1993)
- 1902 - Erich Reschke, sindacalista e politico tedesco († 1980)
- 1902 - Giulio Stival, attore, doppiatore e regista teatrale italiano († 1953)
- 1903 - Mustafa Barzani, militare, condottiero e politico curdo († 1979)
- 1903 - Adolph Gottlieb, pittore statunitense († 1974)
- 1903 - Joost Meerloo, medico, psichiatra e psicoterapeuta olandese († 1976)
- 1903 - Benedetto Riposati, presbitero, latinista e filologo classico italiano († 1986)
- 1903 - Raimundo Rolón, generale e politico paraguaiano († 1981)
- 1904 - Doris Eaton, attrice e ballerina statunitense († 2010)
- 1904 - Francisco Garza Gutiérrez, calciatore messicano († 1965)
- 1904 - Armando La Rosa Parodi, direttore d'orchestra e compositore italiano († 1977)
- 1904 - Franco Reyser, velocista e dirigente sportivo italiano († 2003)
- 1904 - Italo Zamberletti, calciatore e allenatore di calcio italiano († 1981)
- 1905 - Raymond Aron, filosofo, sociologo e storico francese († 1983)
- 1905 - Saverio Seracini, compositore, chitarrista e direttore d'orchestra italiano († 1969)
- 1905 - Ben Dova, attore, circense e comico statunitense († 1986)
- 1906 - Rodolfo Biagi, musicista argentino († 1969)
- 1906 - Heinz Buchholz, giurista e letterato tedesco († 1983)
- 1906 - Martha Del Vecchio, pianista italiana († 1991)
- 1906 - Fazıl Küçük, giornalista e politico cipriota († 1984)
- 1907 - Edward Heyman, paroliere, scrittore e musicista statunitense († 1981)
- 1907 - Björn-Erik Höijer, drammaturgo e romanziere svedese († 1996)
- 1907 - Georges Meuris, calciatore francese († 1984)
- 1908 - Antonino Castiglione, imprenditore italiano († 1987)
- 1908 - Georges Chabanel, calciatore svizzero († 1989)
- 1908 - Edward H. Heinemann, ingegnere statunitense († 1991)
- 1908 - Maurice Merleau-Ponty, filosofo francese († 1961)
- 1908 - Koča Popović, partigiano, generale e politico jugoslavo († 1992)
- 1909 - Pierre Cloarec, ciclista su strada francese († 1994)
- 1909 - Léon Le Calvez, ciclista su strada francese († 1995)
- 1909 - Alberto Macchi, calciatore e allenatore di calcio italiano († 1975)
- 1909 - André Pieyre de Mandiargues, scrittore, drammaturgo e traduttore francese († 1991)
- 1909 - Robert Serber, fisico statunitense († 1977)
- 1909 - William Montgomery Watt, orientalista e storico delle religioni britannico († 2006)
- 1909 - Leonard von Matt, fotografo svizzero († 1988)
- 1910 - Raffaele Chianese, aviatore italiano († 2010)
- 1910 - Helmut Knochen, militare tedesco († 2003)
- 1910 - Gyula László, storico, archeologo e artista ungherese († 1998)
- 1910 - Rocco Minasi, politico italiano († 1994)
- 1910 - Renato Rinaldi, politico italiano
- 1910 - Ernst Schäfer, ornitologo e zoologo tedesco († 1992)
- 1911 - Pina Cipriotto, ginnasta, velocista e ostacolista italiana († 1986)
- 1911 - Germano Boettcher Sobrinho, calciatore brasiliano († 1977)
- 1911 - József Kovács, ostacolista e velocista ungherese († 1990)
- 1911 - Akira Yoshizawa, artista giapponese († 2005)
- 1912 - John Amery, giornalista e attivista britannico († 1945)
- 1912 - Cliff Bastin, calciatore inglese († 1991)
- 1912 - Les Brown, musicista statunitense († 2001)
- 1912 - Werther Cacciatori, militare e partigiano italiano († 1990)
- 1912 - Pietro Castellacci, militare italiano († 1936)
- 1912 - William Graham Claytor Junior, politico statunitense († 1994)
- 1912 - Richard Degener, tuffatore statunitense († 1995)
- 1912 - Friedrich Georg Friedmann, storico tedesco († 2008)
- 1912 - Oreste Grossi, canottiere italiano († 2008)
- 1912 - Johan Jacobsen, regista, sceneggiatore e produttore cinematografico danese († 1972)
- 1912 - Giovanni Mercati, militare e medico italiano († 1937)
- 1912 - Roger Verey, canottiere polacco († 2000)
- 1913 - André Busch, pallanuotista francese († 1991)
- 1913 - Vlasta Foltová, ginnasta cecoslovacca († 2001)
- 1913 - Georgi Gulia, scrittore abcaso († 1989)
- 1913 - Osvaldo Moles, giornalista, conduttore radiofonico e paroliere brasiliano († 1967)
- 1913 - Carlo Alberto Quario, calciatore e allenatore di calcio italiano († 1984)
- 1913 - Giuseppina Re, politica italiana († 2007)
- 1913 - Jack Sher, regista, sceneggiatore e produttore cinematografico statunitense († 1988)
- 1914 - Visarion Aștileanu, presbitero e vescovo ortodosso romeno († 1984)
- 1914 - Vittorio Badini Confalonieri, avvocato e politico italiano († 1993)
- 1914 - Ed Dancker, cestista statunitense († 1991)
- 1914 - Jiang Qing, politica cinese († 1991)
- 1914 - Sadik Kaceli, pittore e scultore albanese († 2000)
- 1914 - Fiorenzo Marini, schermidore italiano († 1991)
- 1914 - Abdias do Nascimento, politico e artista brasiliano († 2011)
- 1914 - Lee Petty, pilota automobilistico statunitense († 2000)
- 1914 - Vincenzo Pinton, schermidore italiano († 1980)
- 1914 - Robert Pete Williams, musicista statunitense († 1980)
- 1914 - Carolina Maria de Jesus, scrittrice, poetessa e compositrice brasiliana († 1977)
- 1915 - Carlo Borra, politico e sindacalista italiano († 1998)
- 1915 - Giovanni Costanzo, calciatore e allenatore di calcio italiano († 1961)
- 1915 - Mario Napoli, archeologo italiano († 1976)
- 1915 - Domenico Purificato, pittore italiano († 1984)
- 1916 - Emanuele Casamassima, bibliotecario e paleografo italiano († 1988)
- 1916 - Horton Foote, drammaturgo e sceneggiatore statunitense († 2009)
- 1916 - Rodolfo Hoyos Jr., attore e scenografo messicano († 1983)
- 1916 - Dawson Walker, allenatore di calcio scozzese († 1973)
- 1917 - Marv Huffman, cestista statunitense († 1983)
- 1917 - Karl Nicolussi-Leck, militare († 2008)
- 1918 - Alfons Benedikter, politico italiano († 2010)
- 1918 - Giancarlo Castelli, calciatore e allenatore di calcio italiano († 1988)
- 1918 - Abba Kovner, poeta, scrittore e partigiano israeliano († 1987)
- 1918 - Dennis Patrick, attore statunitense († 2002)
- 1919 - John Duncan, Sr., politico e avvocato statunitense († 1988)
- 1919 - Georgette Chapelle, fotoreporter statunitense († 1965)
- 1919 - Giulio Palmonella, pentatleta italiano († 1982)
- 1919 - Max Shulman, scrittore e giornalista statunitense († 1998)
- 1919 - Giuseppe Speciale, politico italiano († 1996)
- 1919 - Domenico Tudisco, scultore italiano († 2013)
- 1920 - Heinz Hitler, militare tedesco († 1942)
- 1920 - Harry Boye Karlsen, calciatore norvegese († 1994)
- 1920 - Dorothy Odam-Tyler, altista britannica († 2014)
- 1920 - Luigi Maria Verzé, presbitero e imprenditore italiano († 2011)
- 1920 - Francesco Zaltron, partigiano italiano († 1945)
- 1921 - Riccardo Banderali, partigiano italiano († 1945)
- 1921 - Paul Chaumont, cestista francese († 2011)
- 1921 - Lis Hartel, cavallerizza danese († 2009)
- 1921 - Ada Louise Huxtable, scrittrice e critica d'arte statunitense († 2013)
- 1921 - Ezio Santarelli, politico italiano († 2016)
- 1922 - Les Baxter, compositore, direttore d'orchestra e arrangiatore statunitense († 1996)
- 1922 - Alessandro D'Agostini, arbitro di calcio italiano († 2006)
- 1922 - Milton H. Greene, fotografo e produttore cinematografico statunitense († 1985)
- 1922 - Arch Johnson, attore statunitense († 1997)
- 1922 - Gerald Tucker, cestista e allenatore di pallacanestro statunitense († 1979)
- 1922 - China Zorrilla, attrice uruguaiana († 2014)
- 1923 - Diane Arbus, fotografa statunitense († 1971)
- 1923 - Darrell Brown, cestista statunitense († 1990)
- 1923 - Bob Fitzgerald, cestista statunitense († 1983)
- 1923 - Arthur H. Lefebvre, ingegnere britannico († 2003)
- 1923 - Gino Mattera, tenore e attore italiano († 1960)
- 1923 - Mario Motta, scrittore italiano († 2013)
- 1923 - Antonio Toldo, fumettista italiano († 2018)
- 1924 - Bonar Colleano, attore statunitense († 1958)
- 1924 - Pedro Sará, calciatore argentino († 2004)
- 1925 - Piero Cereda, calciatore italiano
- 1925 - Aleksej Guryšev, hockeista su ghiaccio sovietico († 1983)
- 1925 - Max Morris, cestista e giocatore di football americano statunitense († 1998)
- 1925 - Jean Swidzinski, cestista francese († 1992)
- 1925 - John Wain, scrittore britannico († 1994)
- 1926 - Benito Bollati, politico e avvocato italiano († 2023)
- 1926 - Xavier de Villepin, funzionario e politico francese († 2014)
- 1926 - Orlando Orlandi Posti, antifascista e partigiano italiano († 1944)
- 1926 - Phil Phillips, cantante statunitense († 2020)
- 1926 - Lita Roza, cantante inglese († 2008)
- 1926 - Giancarlo Sbragia, attore, regista teatrale e drammaturgo italiano († 1994)
- 1926 - Kenji Sugawara, attore cinematografico e attore televisivo giapponese († 1999)
- 1926 - Mario Tosi, egittologo italiano († 2014)
- 1927 - Philippe Lemaire, attore francese († 2004)
- 1927 - Bill Rexford, pilota automobilistico statunitense († 1994)
- 1927 - Chuck Share, cestista statunitense († 2012)
- 1927 - Emilio Zavattini, fisico italiano († 2007)
- 1928 - Frank Borman, ingegnere e astronauta statunitense († 2023)
- 1928 - Paolo Chini, chimico italiano († 1980)
- 1928 - William Fetter, direttore artistico statunitense († 2002)
- 1928 - Srboljub Krivokuća, allenatore di calcio e calciatore jugoslavo († 2002)
- 1928 - Alcides Mendoza Castro, arcivescovo cattolico peruviano († 2012)
- 1928 - Giovanni Volta, vescovo cattolico italiano († 2012)
- 1929 - Franco Bile, magistrato italiano († 2022)
- 1929 - Nino Borsellino, storico della letteratura, critico letterario e italianista italiano († 2021)
- 1929 - Andrea Manna, politico italiano († 2009)
- 1930 - Henk Angenent, calciatore olandese († 1977)
- 1930 - Olli Arppe, cestista finlandese († 2016)
- 1930 - Giuliana Cini, fisica italiana († 2005)
- 1930 - Helga Feddersen, attrice, sceneggiatrice e cantante tedesca († 1990)
- 1930 - Ludwig Finscher, musicologo tedesco († 2020)
- 1930 - Horst Gentzen, attore e doppiatore tedesco († 1985)
- 1930 - Don Haskins, cestista e allenatore di pallacanestro statunitense († 2008)
- 1930 - Mohammed Khadda, pittore e scultore algerino († 1991)
- 1930 - Georges Martin, ingegnere francese († 2017)
- 1930 - Jordi Mas Castells, presbitero e missionario spagnolo († 2010)
- 1930 - Bruno Nettl, antropologo e etnomusicologo ceco († 2020)
- 1930 - Emilio Straudi, violinista, direttore d'orchestra e compositore italiano († 2017)
- 1930 - Marcello Tusco, attore e doppiatore italiano († 2001)
- 1931 - Guido Angeli, personaggio televisivo italiano († 2008)
- 1931 - Saïd Brahimi, calciatore francese († 1997)
- 1931 - Norberto Conde, calciatore argentino († 2014)
- 1931 - Giuseppe Dante, ciclista su strada italiano († 2018)
- 1931 - Constantin Dumitrescu, ex pugile rumeno
- 1931 - Giorgio Forattini, disegnatore, vignettista e giornalista italiano
- 1931 - Anna Gréki, poetessa francese († 1966)
- 1931 - Roberto Lerici, editore, commediografo e sceneggiatore italiano († 1992)
- 1931 - Cleto Maule, ciclista su strada italiano († 2013)
- 1931 - Enzo Sartori, calciatore italiano († 2024)
- 1932 - Mika Antić, poeta, sceneggiatore e regista cinematografico jugoslavo († 1986)
- 1932 - Naina El'cina, filantropa russa
- 1932 - John Flynn, regista e sceneggiatore statunitense († 2007)
- 1932 - Mark Murphy, cantante statunitense († 2015)
- 1932 - Arnaldo Nesti, sociologo, teologo e scrittore italiano († 2024)
- 1932 - Peter Vecernik, ex cestista austriaco
- 1933 - Michael Caine, attore britannico
- 1933 - René Felber, politico svizzero († 2020)
- 1933 - Quincy Jones, arrangiatore, direttore d'orchestra e produttore discografico statunitense († 2024)
- 1933 - Malika del Marocco, principessa marocchina († 2021)
- 1933 - Jože Pogačnik, linguista e critico letterario sloveno († 2002)
- 1934 - Eugene Cernan, astronauta statunitense († 2017)
- 1934 - Flavio Colonna, politico italiano († 1982)
- 1934 - Alfonso Frasnedi, pittore e disegnatore italiano
- 1934 - Cristina Mondadori, editrice, cardiologa e psichiatra italiana († 2015)
- 1934 - Leonid Rogozov, medico sovietico († 2000)
- 1934 - Gustavo Saggiante, allenatore di pallacanestro messicano († 2018)
- 1934 - Shirley Scott, organista e compositrice statunitense († 2002)
- 1934 - Sloane Shelton, attrice statunitense († 2015)
- 1934 - Paolo Signorelli, politico italiano († 2010)
- 1934 - Bill Smith, giocatore di poker statunitense († 1996)
- 1934 - Dionigi Tettamanzi, cardinale e arcivescovo cattolico italiano († 2017)
- 1935 - Gennaro Acquaviva, politico italiano
- 1935 - Mitsuo Ikeda, lottatore giapponese († 2002)
- 1936 - Herb Brown, allenatore di pallacanestro statunitense
- 1936 - Fritz Dennerlein, pallanuotista, nuotatore e allenatore di pallanuoto italiano († 1992)
- 1936 - Marino Fontana, ciclista su strada e dirigente sportivo italiano († 2013)
- 1936 - Sergio Frascoli, ex calciatore italiano
- 1936 - Maryan Synakowski, calciatore francese († 2021)
- 1936 - Luciano Vincenti, scenografo e costumista italiano
- 1937 - Jerzy Adamski, pugile polacco († 2002)
- 1937 - Arturo Chaires, calciatore messicano († 2020)
- 1937 - George Hudson, calciatore inglese († 2020)
- 1937 - Benny Paret, pugile cubano († 1962)
- 1937 - Luis Manuel Rodríguez, pugile cubano († 1996)
- 1938 - Pierluigi Angeli, politico italiano
- 1938 - Eleanor Bron, attrice e sceneggiatrice britannica
- 1938 - Michael D'Asaro, schermidore statunitense († 2000)
- 1938 - Angus MacLise, musicista e poeta statunitense († 1979)
- 1938 - Árpád Orbán, calciatore ungherese († 2008)
- 1938 - Ion Țăranu, lottatore rumeno († 2005)
- 1939 - Lars Anderson, ex wrestler statunitense
- 1939 - Pilar Bardem, attrice spagnola († 2021)
- 1939 - Raymond J. Barry, attore statunitense
- 1939 - Bertrand Blier, regista e sceneggiatore francese († 2025)
- 1939 - Yves Boisset, regista francese († 2025)
- 1939 - Michael Hudson, economista statunitense
- 1939 - Rosa King, sassofonista e cantante statunitense († 2000)
- 1939 - William B. Lenoir, astronauta statunitense († 2010)
- 1939 - Luciano Lombardi d'Aquino, giornalista italiano
- 1939 - Antonino Monteleone, medico e politico italiano
- 1939 - Keiji Nakazawa, fumettista giapponese († 2012)
- 1939 - Angelo Picano, politico italiano
- 1939 - Glauber Rocha, regista, sceneggiatore e produttore cinematografico brasiliano († 1981)
- 1939 - Melvin Small, storico statunitense
- 1939 - Luciana Veschi D'Asnasch, nuotatrice e regista televisiva italiana († 2021)
- 1940 - H. Jackson Brown, Jr., scrittore statunitense († 2021)
- 1940 - Alessandro Coletti, scrittore e giornalista italiano († 2014)
- 1940 - Isidoro Díaz, ex calciatore messicano
- 1940 - Billy Fisher, pugile britannico († 2018)
- 1940 - Masahiro Hamazaki, calciatore giapponese († 2011)
- 1940 - Hans-Olaf Henkel, politico tedesco
- 1940 - Lucio Testa, ex politico italiano
- 1940 - Mario Tiberi, economista italiano
- 1941 - Michael Berry, fisico e matematico britannico
- 1941 - Giuseppe Cusatelli, architetto italiano
- 1941 - Giorgio Devoto, editore italiano
- 1941 - Ira Harge, ex cestista statunitense
- 1941 - Lorie Lindahl, cestista e allenatrice di pallacanestro statunitense († 2005)
- 1941 - Bruno Mazzia, allenatore di calcio e ex calciatore italiano
- 1941 - Wolfgang Petersen, regista e sceneggiatore tedesco († 2022)
- 1942 - Mario Da Vinci, cantante e attore italiano († 2015)
- 1942 - Bruno Di Masci, politico italiano
- 1942 - Eleuterio Fernández Huidobro, politico, giornalista e scrittore uruguaiano († 2016)
- 1942 - Peter Galton, paleontologo britannico
- 1942 - Jung Byung-tak, allenatore di calcio, calciatore e dirigente sportivo sudcoreano († 2016)
- 1942 - Serge Lutens, stilista, fotografo e profumiere francese
- 1942 - Francesco Mandarini, politico, dirigente d'azienda e giornalista italiano († 2022)
- 1942 - Arild Mathisen, ex calciatore norvegese
- 1942 - Osvaldo Mura, ex calciatore argentino
- 1942 - Domenicantonio Spina Diana, politico italiano
- 1942 - Edward Tufte, statistico e scultore statunitense
- 1942 - Waldemar Tura, compositore di scacchi polacco
- 1942 - Rita Tushingham, attrice britannica
- 1942 - Kay Yow, allenatrice di pallacanestro statunitense († 2009)
- 1943 - Bjørn Odmar Andersen, allenatore di calcio e calciatore norvegese († 2008)
- 1943 - Ole Daniel Enersen, alpinista, fotografo e giornalista norvegese († 2024)
- 1943 - Sam Goodwin, allenatore di calcio e calciatore scozzese († 2005)
- 1943 - Rudolf Křesťan, scrittore ceco
- 1943 - Radmilo Mišović, ex cestista e allenatore di pallacanestro jugoslavo
- 1943 - Anita Morris, attrice e cantante statunitense († 1994)
- 1943 - Bernd Patzke, allenatore di calcio e ex calciatore tedesco
- 1943 - Cosimo Pinto, ex pugile italiano
- 1943 - Peter Vetsch, architetto svizzero
- 1944 - Lynette Cooper, nuotatrice rhodesiana
- 1944 - Francisco Córdova, ex cestista portoricano
- 1944 - Michele Errico, politico italiano
- 1944 - Carlo Fatuzzo, politico italiano
- 1944 - Mariza Koch, cantante greca
- 1944 - Gino La Monica, attore, doppiatore e direttore del doppiaggio italiano
- 1944 - Clyde Lee, ex cestista statunitense
- 1944 - Václav Nedomanský, ex hockeista su ghiaccio ceco
- 1944 - Gian Gaetano Poli, politico italiano
- 1944 - Sigi Rothemund, regista tedesco († 2024)
- 1945 - Arvid Andersen, bassista inglese († 2012)
- 1945 - Salvino Catania, pittore italiano († 2013)
- 1945 - Thomas Litz, ex pattinatore artistico su ghiaccio statunitense
- 1945 - Pakalitha Mosisili, politico lesothiano
- 1945 - Michael Martin Murphey, cantautore statunitense
- 1945 - Walter Parazaider, sassofonista statunitense
- 1945 - Albarosa Sisca, poetessa italiana
- 1945 - Herman van Veen, cantautore e cabarettista olandese
- 1945 - Marko Vešović, scrittore, critico letterario e traduttore montenegrino († 2023)
- 1946 - Zygmunt Anczok, ex calciatore polacco
- 1946 - Álvaro Arzú, politico guatemalteco († 2018)
- 1946 - Mieke Bal, docente e artista olandese
- 1946 - José Guilherme Baldocchi, ex calciatore brasiliano
- 1946 - Sven Grahn, ingegnere svedese
- 1946 - Cazimir Ionescu, politico e ingegnere romeno
- 1946 - Steve Kanaly, attore statunitense
- 1946 - Andrzej Kasprzak, cestista polacco († 2023)
- 1946 - Theresa Knorr, criminale statunitense
- 1946 - Henry Logan, cestista statunitense († 2023)
- 1946 - Andrew Thomas Smith, zoologo statunitense
- 1946 - Wes Unseld, cestista, allenatore di pallacanestro e dirigente sportivo statunitense († 2020)
- 1947 - Pam Ayres, poetessa britannica
- 1947 - Gianni Bella, compositore e cantautore italiano
- 1947 - Roy Budd, musicista e compositore britannico († 1993)
- 1947 - Paolo Giaretta, politico italiano
- 1947 - William J. Jefferson, politico e avvocato statunitense
- 1947 - Wolfram Kaminke, calciatore tedesco († 2020)
- 1947 - Pasqualino Moretti, ex ciclista su strada italiano
- 1947 - Maria Helena Pader, attrice e doppiatrice brasiliana
- 1947 - Roberto Piumini, scrittore, poeta e autore televisivo italiano
- 1947 - Judith Plaskow, teologa statunitense
- 1947 - James Scott, pugile statunitense († 2018)
- 1947 - Gennadij Nikolaevič Trošev, generale russo († 2008)
- 1948 - John Bevan, rugbista a 15 e allenatore di rugby a 15 gallese († 1986)
- 1948 - Tom Coburn, politico e medico statunitense († 2020)
- 1948 - Billy Crystal, attore, comico e cabarettista statunitense
- 1948 - Kim Floor, cantante e attore finlandese
- 1948 - Gregorio Honasan, politico e ex militare filippino
- 1948 - Valerie Martin, scrittrice statunitense
- 1948 - Philippe Maystadt, politico belga († 2017)
- 1948 - James Nachtwey, fotoreporter e fotografo statunitense
- 1948 - Bernd Stange, allenatore di calcio e ex calciatore tedesco
- 1948 - Sam Watts, ex cestista statunitense
- 1949 - Rafael Ángel Calderón Fournier, politico costaricano
- 1949 - Ollie Halsall, chitarrista inglese († 1992)
- 1949 - Farida Jalal, attrice indiana
- 1949 - Franco Lievore, calciatore italiano († 2003)
- 1949 - Frank Teruggi, giornalista statunitense († 1973)
- 1950 - Luigi Alici, filosofo italiano
- 1950 - Alessandra Cardini, costumista italiana
- 1950 - Rick Dees, cantante, attore e conduttore radiofonico statunitense
- 1950 - Galina Kreft, canoista sovietica († 2005)
- 1950 - Linda Sharp, allenatrice di pallacanestro statunitense
- 1950 - Orestes Suárez, fumettista cubano
- 1950 - Yves Charles Zarka, filosofo e saggista francese
- 1951 - Season Hubley, attrice statunitense
- 1951 - Gianni Rinaldini, sindacalista italiano
- 1951 - Johan Sauwens, politico belga
- 1951 - Fernando Viola, calciatore italiano († 2001)
- 1952 - Jaime Caruana, economista spagnolo
- 1952 - Jaan Eslon, scacchista svedese († 2000)
- 1952 - Mariano Garau, compositore italiano
- 1952 - Zoja Ivanova, ex maratoneta kazaka
- 1952 - Miguel Rivero, ex calciatore cubano
- 1952 - Dennis Vaninger, ex calciatore statunitense
- 1952 - Maurizio Viroli, filosofo e saggista italiano
- 1953 - Fabio Aguzzi, pittore italiano († 2016)
- 1953 - Karl-Heinz Brunner, politico tedesco
- 1953 - Luigi Castagnola, ex pallanuotista italiano
- 1953 - Sauro Catellani, procuratore sportivo e ex calciatore italiano
- 1953 - Matilde Charro, ex cestista cubana
- 1953 - Parnell Dickinson, ex giocatore di football americano statunitense
- 1953 - Tim McKee, ex nuotatore statunitense
- 1953 - Roberto Meddi, direttore della fotografia italiano
- 1953 - Tommaso Montano, ex schermidore italiano
- 1953 - Dan Niculescu, ex cestista rumeno
- 1953 - Nicola Sartor, economista e politico italiano
- 1954 - Ėdgar Gess, allenatore di calcio e ex calciatore sovietico
- 1954 - Tamara Lazakovič, ginnasta sovietica († 1992)
- 1954 - Cinzia Leone, disegnatrice, scrittrice e giornalista italiana
- 1954 - Claes Ljungmark, attore svedese
- 1954 - Jeff Lloyd, ex giocatore di football americano statunitense
- 1954 - Gheorghe Megelea, ex giavellottista rumeno
- 1954 - Fabrizio Pedranzini, ex fondista italiano
- 1954 - Stefano Pulga, pianista, produttore discografico e arrangiatore italiano
- 1954 - Graziano Rossi, pilota motociclistico italiano
- 1954 - Keith Starr, ex cestista statunitense
- 1954 - Adrian Zmed, attore statunitense
- 1955 - Federico Audisio di Somma, scrittore italiano
- 1955 - Daniel Bertoni, ex calciatore e allenatore di calcio argentino
- 1955 - Stéphane Clavier, attore, sceneggiatore e regista francese
- 1955 - Franco Grillini, politico, attivista e giornalista italiano
- 1955 - Patrick Leonard, compositore, tastierista e produttore discografico statunitense
- 1955 - Garwin Sanford, attore canadese
- 1956 - Paolo De Chiesa, giornalista e ex sciatore alpino italiano
- 1956 - Johnny Dusbaba, ex calciatore olandese
- 1956 - Giancarlo Leone, giornalista, dirigente d'azienda e autore televisivo italiano
- 1956 - Sean Mathias, regista, scrittore e attore gallese
- 1956 - Tessa Sanderson, ex giavellottista britannica
- 1956 - Tish Murtha, fotografa inglese († 2013)
- 1957 - Peter Boeve, ex calciatore e allenatore di calcio olandese
- 1957 - Franco Frattini, politico e magistrato italiano († 2022)
- 1957 - Florentino Galang Lavarias, arcivescovo cattolico filippino
- 1957 - Mark Gordon, politico statunitense
- 1957 - Giovanni Lorini, allenatore di calcio e ex calciatore italiano
- 1957 - Rudi Marguerettaz, politico italiano
- 1957 - Faith Minton, attrice e stuntwoman statunitense
- 1957 - Pasquale Passarelli, ex lottatore italiano
- 1957 - Roberto Perrone, giornalista, scrittore e gastronomo italiano († 2023)
- 1957 - Tad Williams, scrittore statunitense
- 1958 - Hernando Gómez Bustamante, criminale colombiano
- 1958 - Bruno Dumont, regista e sceneggiatore francese
- 1958 - Mauro Fabris, politico e dirigente sportivo italiano
- 1958 - Rita Forte, cantante, musicista e pianista italiana
- 1958 - Alberto II di Monaco, principe monegasco
- 1958 - Jan Niemiec, vescovo cattolico polacco († 2020)
- 1958 - Ettore Peretti, politico italiano († 2018)
- 1958 - Leonhard Stock, ex sciatore alpino austriaco
- 1959 - Pierangelo Bincoletto, ex pistard e ciclista su strada italiano
- 1959 - Patrick Dupond, ballerino francese († 2021)
- 1959 - Rod Hill, ex giocatore di football americano statunitense
- 1959 - Michelangelo La Neve, fumettista e sceneggiatore italiano († 2022)
- 1959 - Laila Robins, attrice statunitense
- 1959 - Hugo René Rodríguez, ex calciatore messicano
- 1959 - Tamara Tunie, attrice statunitense
- 1960 - Edoardo Guarnera, tenore, attore e personaggio televisivo italiano († 2022)
- 1960 - Heidi Hammel, astronoma statunitense
- 1960 - George Horvath, pentatleta svedese († 2022)
- 1960 - Sandro Loi, allenatore di calcio e ex calciatore italiano
- 1960 - Petter Næss, attore e regista norvegese
- 1960 - Boris Pistorius, politico tedesco
- 1960 - Kirby Puckett, giocatore di baseball statunitense († 2006)
- 1960 - Patrizia Rinaldi, scrittrice e educatrice italiana
- 1960 - Silvana Maria Costa Teixeira, ex cestista brasiliana
- 1960 - Kendra Smith, musicista statunitense
- 1960 - Anna Katarina, attrice svizzera
- 1960 - Marco Trani, disc jockey italiano († 2013)
- 1961 - Harriette Cole, stilista, editrice e scrittrice statunitense
- 1961 - Reggie Collier, ex giocatore di football americano statunitense
- 1961 - Ugo Delucchi, fumettista e vignettista italiano
- 1961 - Mikheil Giorgadze, ex pallanuotista sovietico
- 1961 - Penny Johnson Jerald, attrice statunitense
- 1961 - Hiro Matsushita, imprenditore e pilota automobilistico giapponese
- 1961 - José Luis Mendilibar, allenatore di calcio e ex calciatore spagnolo
- 1961 - Antonio Santori, poeta e saggista italiano († 2007)
- 1961 - Sergio Tabbia, allenatore di calcio a 5 italiano
- 1961 - Rey Washam, batterista statunitense
- 1961 - Igor' Zajcev, regista sovietico
- 1962 - Félicite Bada, ex velocista beninese
- 1962 - Bruno Bellone, ex calciatore francese
- 1962 - Marco Philopat, scrittore, editore e attivista italiano
- 1962 - Cvetanka Hristova, discobola bulgara († 2008)
- 1962 - Harald Kohr, ex calciatore tedesco
- 1962 - Paola Marciandi, ex sciatrice alpina italiana
- 1962 - Charlie McKee, ex velista statunitense
- 1962 - Raúl Navarro, allenatore di calcio e ex calciatore paraguaiano
- 1962 - Massimo Piscedda, allenatore di calcio e ex calciatore italiano
- 1962 - Francisco José Viegas, giornalista, scrittore e politico portoghese
- 1962 - Kamil al-Basha, attore palestinese
- 1963 - Cinzia Colaiacomo, karateka italiana
- 1963 - Pedro Duque, astronauta, politico e ingegnere spagnolo
- 1963 - Andrew Fleming, regista, sceneggiatore e attore statunitense
- 1963 - Sibylle Keupen, politica tedesca
- 1963 - Tomoo Kudaka, calciatore giapponese († 1999)
- 1963 - Philippe Lamberts, politico e ingegnere belga
- 1963 - Davide Lucarelli, allenatore di calcio e ex calciatore italiano
- 1963 - Mahiro Maeda, regista, animatore e sceneggiatore giapponese
- 1963 - Luca Masali, scrittore italiano
- 1963 - Mike Muir, cantante statunitense
- 1963 - Ricardo Peláez, ex calciatore messicano
- 1963 - Natal'ja Strunnikova, ex nuotatrice sovietica
- 1964 - Dario Bisso, direttore d'orchestra e chitarrista italiano
- 1964 - Zora Brziaková, ex cestista cecoslovacca
- 1964 - Bryan Clark, ex wrestler statunitense
- 1964 - Koji Inada, fumettista giapponese
- 1964 - Sergio Liberatore, dirigente sportivo e ex hockeista su ghiaccio italiano
- 1964 - Anna Olsson, ex canoista svedese
- 1964 - Ana Teresa Oropeza, modella venezuelana
- 1964 - Dean Pleasants, chitarrista statunitense
- 1964 - Fred Stokes, ex giocatore di football americano statunitense
- 1965 - Giuseppe Angelini, allenatore di calcio e ex calciatore italiano
- 1965 - Sheila Chandra, cantante britannica
- 1965 - Aamir Khan, attore, produttore cinematografico e regista indiano
- 1965 - Kelvin Martin, ex giocatore di football americano statunitense
- 1965 - Billy Sherwood, bassista e chitarrista statunitense
- 1965 - Kiana Tom, modella, attrice e conduttrice televisiva statunitense
- 1965 - Kevin Williamson, produttore televisivo, sceneggiatore e produttore cinematografico statunitense
- 1965 - Evgenij Oleksandrovyč Čuplinskij, serial killer e poliziotto russo
- 1966 - Pierre-Antoine Bozo, vescovo cattolico francese
- 1966 - Ofer Fleisher, ex cestista israeliano
- 1966 - Laura Forti, scrittrice e drammaturga italiana
- 1966 - Raul Midón, cantautore e chitarrista statunitense
- 1966 - Enrique Míguez, ex canoista spagnolo
- 1966 - Elise Neal, attrice e ex ballerina statunitense
- 1966 - Jean-Philippe Stassen, fumettista belga
- 1966 - Gary Anthony Williams, attore e doppiatore statunitense
- 1967 - Alessandra Basso, politica italiana
- 1967 - Faouzi Bensaïdi, regista e attore marocchino
- 1967 - Pablo Correa, allenatore di calcio e ex calciatore uruguaiano
- 1967 - Achille D'Aniello, doppiatore italiano
- 1967 - John Emms, scacchista britannico
- 1967 - Michael Fincke, astronauta statunitense
- 1967 - Dieudonné Nzapalainga, cardinale e arcivescovo cattolico centrafricano
- 1967 - Philippe Poutou, politico e sindacalista francese
- 1967 - Melissa Reeves, attrice statunitense
- 1968 - Radka Denemarková, scrittrice e traduttrice ceca
- 1968 - Mimmo Esposito, attore e regista italiano
- 1968 - Megan Follows, attrice canadese
- 1968 - James Frain, attore britannico
- 1968 - Yngve Hallén, dirigente sportivo norvegese
- 1968 - Marko Klok, allenatore di pallavolo, ex pallavolista e ex giocatore di beach volley olandese
- 1968 - Paolo Ricciardi, vescovo cattolico italiano
- 1968 - Jan Sosniok, attore tedesco
- 1968 - Lotay Tshering, politico bhutanese
- 1969 - Greg Biekert, ex giocatore di football americano e allenatore di football americano statunitense
- 1969 - Massimo Brioschi, allenatore di calcio e ex calciatore italiano
- 1969 - Antonio Ciacca, pianista, compositore e arrangiatore italiano
- 1969 - Andrea Del Bianco, allenatore di calcio e ex calciatore italiano
- 1969 - Daniel Dichiaro, ex giocatore di calcio a 5 argentino
- 1969 - Giancarlo Guerrero, direttore d'orchestra costaricano
- 1969 - Jukka Hartonen, ex fondista finlandese
- 1969 - Larry Johnson, ex cestista statunitense
- 1969 - Beulah McGillicutty, ex wrestler e scrittrice statunitense
- 1969 - Viktoras Olšanskis, ex calciatore lituano
- 1969 - Gelsomina Vono, politica italiana
- 1970 - Aleksandr Beketov, ex schermidore russo
- 1970 - Annalisa Bruchi, giornalista e conduttrice televisiva italiana
- 1970 - Mariam Budia, scrittrice e drammaturga spagnola
- 1970 - Stefano Fenoglio, naturalista italiano
- 1970 - Thomas Fogdö, ex sciatore alpino svedese
- 1970 - Rino André Hansen, calciatore norvegese († 2024)
- 1970 - Gianluca Iacono, doppiatore italiano
- 1970 - Júnior Baiano, allenatore di calcio e ex calciatore brasiliano
- 1970 - Julie McDonald, ex nuotatrice australiana
- 1970 - Gianfranco Parlato, allenatore di calcio e ex calciatore italiano
- 1970 - S. D. Perry, scrittrice di fantascienza statunitense
- 1970 - Moira Placchi, allenatrice di calcio e ex calciatrice italiana
- 1970 - Roberto Pompei, allenatore di calcio e ex calciatore argentino
- 1970 - Meredith Salenger, attrice e doppiatrice statunitense
- 1970 - Tim Tetreault, ex combinatista nordico statunitense
- 1970 - Andree Wiedener, ex calciatore tedesco
- 1971 - Cai Jun, ex sollevatrice cinese
- 1971 - Benito Doblado, ex cestista spagnolo
- 1971 - David Wetherall, allenatore di calcio e ex calciatore inglese
- 1972 - Roman Dąbrowski, ex calciatore polacco
- 1972 - Jens Harzer, attore tedesco
- 1972 - Imanol Idiakez, allenatore di calcio e ex calciatore spagnolo
- 1972 - Irom Chanu Sharmila, attivista e poetessa indiana
- 1972 - Clover Maitland, ex hockeista su prato australiana
- 1972 - Stevan Pletikosić, ex tiratore a segno serbo
- 1972 - Rossano Rubicondi, personaggio televisivo, conduttore televisivo e attore italiano († 2021)
- 1973 - Ilir Alliu, ex calciatore albanese
- 1973 - Betsy Brandt, attrice statunitense
- 1973 - Nunzio Coppola, militare italiano
- 1973 - Roger De Menech, politico italiano
- 1973 - Dariusz Gilman, ex schermidore polacco
- 1973 - Helmut Oblinger, canoista austriaco
- 1973 - Predrag Pažin, ex calciatore bosniaco
- 1973 - Caroline Powell, cavallerizza neozelandese
- 1973 - Shūhei Yomoda, allenatore di calcio e ex calciatore giapponese
- 1974 - Abd al Malik, rapper francese
- 1974 - Caroline Baird, ex atleta paralimpica britannica
- 1974 - Francesco Baldini, allenatore di calcio e ex calciatore italiano
- 1974 - Etan Cohen, sceneggiatore e regista statunitense
- 1974 - Mark Fish, allenatore di calcio e ex calciatore sudafricano
- 1974 - Pedro Alexandro García, ex calciatore peruviano
- 1974 - Massimiliano Giansanti, imprenditore italiano
- 1974 - Alexandra Kalinovská, ex pentatleta ceca
- 1974 - Gonzalo Longo, ex rugbista a 15 e allenatore di rugby a 15 argentino
- 1974 - Santino Marella, wrestler, ex artista marziale misto e attore canadese
- 1974 - Eva Martín, attrice spagnola
- 1974 - Zalán Mészáros, ex cestista ungherese
- 1974 - Teona Strugar Mitevska, regista e sceneggiatrice macedone
- 1974 - Grace Park, attrice statunitense
- 1974 - Karin Proia, attrice, regista e sceneggiatrice italiana
- 1974 - Pablo Repetto, allenatore di calcio uruguaiano
- 1974 - Andrew Richardson, ex tennista e allenatore di tennis britannico
- 1974 - Jeppe Kofod, politico danese
- 1974 - Adam Wakeman, tastierista britannico
- 1974 - Angela Zimmermann, ex sciatrice alpina tedesca
- 1975 - Steve Harper, ex calciatore inglese
- 1975 - Eirik Horneland, allenatore di calcio e ex calciatore norvegese
- 1975 - Roan Johnson, sceneggiatore, regista e scrittore italiano
- 1975 - Dmitrij Markov, ex astista australiano
- 1975 - Johan Paulik, attore pornografico slovacco
- 1975 - Gianluca Petrella, trombonista italiano
- 1976 - José Manuel Aira, allenatore di calcio e ex calciatore spagnolo
- 1976 - Daniel Gillies, attore e regista canadese
- 1976 - Skatebård, disc jockey e produttore discografico norvegese
- 1976 - Jimmy Jump, personaggio televisivo spagnolo
- 1976 - Christian Magnus Michelsen, allenatore di calcio, dirigente sportivo e ex calciatore norvegese
- 1976 - Georgi Petkov, calciatore bulgaro
- 1976 - Antonio Sancho, ex calciatore messicano
- 1976 - Corey Stoll, attore statunitense
- 1976 - Marco Trombetti, imprenditore italiano
- 1976 - Sarah Ulmer, ex pistard e ex ciclista su strada neozelandese
- 1976 - Phil Vickery, ex rugbista a 15 britannico
- 1976 - Mohamed al-Menfi, politico e diplomatico libico
- 1977 - Tezale Archie, ex cestista statunitense
- 1977 - Matthew Booth, ex calciatore sudafricano
- 1977 - Matteo Cambi, imprenditore italiano
- 1977 - Ida Corr, cantante e produttrice discografica danese
- 1977 - Mónica Cruz, ballerina, attrice e modella spagnola
- 1977 - Monika Dumermuth, ex sciatrice alpina svizzera
- 1977 - Daniel Farani, ex rugbista a 15 neozelandese
- 1977 - Valerïý Garkwşa, allenatore di calcio e ex calciatore kazako
- 1977 - Guga, ex calciatore brasiliano
- 1977 - Aki Hoshino, attrice e modella giapponese
- 1977 - Kim Nam-il, allenatore di calcio e ex calciatore sudcoreano
- 1977 - Alexander Kosenkow, velocista tedesco
- 1977 - Jude Ladouce, ex calciatore seychellese
- 1977 - Naoki Matsuda, calciatore giapponese († 2011)
- 1977 - Daisuke Matsuoka, doppiatore giapponese
- 1977 - Jeremy Paul, ex rugbista a 15 australiano
- 1977 - Andrés Silvera, ex calciatore argentino
- 1977 - Rui Pedro Silva, allenatore di calcio portoghese
- 1977 - Toni Tervonen, ex calciatore finlandese
- 1977 - Ioannis Thomakos, pallanuotista greco
- 1977 - Tadej Valjavec, ex ciclista su strada sloveno
- 1977 - Takayuki Yoshida, allenatore di calcio e ex calciatore giapponese
- 1977 - Yoshio Sawai, fumettista giapponese
- 1977 - Zé António, ex calciatore portoghese
- 1978 - Carl Johan Bergman, ex biatleta svedese
- 1978 - María Casado, giornalista e conduttrice televisiva spagnola
- 1978 - Ron Dayne, ex giocatore di football americano statunitense
- 1978 - Iris Eliisa Rauskala, politica e economista austriaca
- 1978 - Susanna Galeazzi, giornalista e conduttrice televisiva italiana
- 1978 - Carlo Giuliani, attivista italiano († 2001)
- 1978 - Pieter van den Hoogenband, ex nuotatore olandese
- 1978 - Monica Mayhem, ex attrice pornografica australiana
- 1978 - Javier Ramírez, ex ciclista su strada spagnolo
- 1978 - Haruki Seto, ex calciatore giapponese
- 1978 - Jimmy Thelin, allenatore di calcio e ex calciatore svedese
- 1979 - Nicolas Anelka, dirigente sportivo, allenatore di calcio e ex calciatore francese
- 1979 - Nino Bosco, politico italiano
- 1979 - Arsenio Sebastião Cabungula, calciatore angolano
- 1979 - Iker Camaño, ex ciclista su strada spagnolo
- 1979 - Edelbert Dinha, allenatore di calcio e ex calciatore zimbabwese
- 1979 - Emmanuel Duchemin, ex calciatore francese
- 1979 - Gao Ling, giocatrice di badminton cinese
- 1979 - Kizzy, cantautrice, conduttrice televisiva e attrice olandese
- 1979 - Deon Grant, ex giocatore di football americano statunitense
- 1979 - Donald Hand, ex cestista statunitense
- 1979 - Chris Klein, attore statunitense
- 1979 - Carina Raich, ex sciatrice alpina austriaca
- 1979 - Sead Ramović, allenatore di calcio e ex calciatore tedesco
- 1979 - Reinaldo da Cruz Oliveira, allenatore di calcio e ex calciatore brasiliano
- 1979 - Michele Riondino, attore e regista italiano
- 1979 - Janne Ylijärvi, ex saltatore con gli sci finlandese
- 1980 - Óscar Omar Ayala, ex calciatore paraguaiano
- 1980 - Noémi Besedes, attrice svizzera
- 1980 - Érik Boisse, schermidore francese
- 1980 - Darío Cajaravilla, ex calciatore argentino
- 1980 - Tiffany Dabek, ex tennista statunitense
- 1980 - Kristofer Michael Helgen, zoologo statunitense
- 1980 - Fëdor Licholitov, ex cestista russo
- 1980 - Pavel Londak, ex calciatore estone
- 1980 - Mercedes McNab, attrice canadese
- 1980 - Matthaios Voulgarakīs, pallanuotista greco
- 1981 - Cristian Bertani, calciatore italiano
- 1981 - Ivanka Brekalo, attrice tedesca
- 1981 - Ryan Cartwright, attore britannico
- 1981 - Markus Haris Maulana, calciatore indonesiano
- 1981 - Kym, cantante e attrice cinese
- 1981 - Katarína Knechtová, cantante slovacca
- 1981 - Israel Martínez, ex calciatore messicano
- 1981 - Jan Polák, ex calciatore ceco
- 1981 - Steve Thomas, ex cestista statunitense
- 1981 - Yang Lin, allenatore di calcio e ex calciatore cinese
- 1982 - Mohammed Aliyu Datti, ex calciatore nigeriano
- 1982 - Valentina Cenni, attrice italiana
- 1982 - Chu Mu-yen, ex taekwondoka taiwanese
- 1982 - Maurizio Lanzaro, allenatore di calcio e ex calciatore italiano
- 1982 - Carlos Marinelli, ex calciatore argentino
- 1982 - Maupo Msowoya, allenatore di calcio e ex calciatore malawiano
- 1982 - Heiko Nossek, pallanuotista tedesco
- 1982 - Blagota Sekulić, ex cestista e allenatore di pallacanestro montenegrino
- 1982 - Kenneth Sørensen, ex calciatore danese
- 1982 - François Sterchele, calciatore belga († 2008)
- 1982 - Gisela Vega, ex cestista argentina
- 1983 - Bakhtiyar Artayev, pugile kazako
- 1983 - Valentina Boni, ex calciatrice italiana
- 1983 - Mike Brisiel, giocatore di football americano statunitense
- 1983 - Fabrice Do Marcolino, ex calciatore gabonese
- 1983 - Johnny Flynn, musicista, cantante e attore sudafricano
- 1983 - José Furtado, ex calciatore capoverdiano
- 1983 - Vitaa, cantante francese
- 1983 - Vincent Grier, ex cestista statunitense
- 1983 - Taylor Hanson, cantante e musicista statunitense
- 1983 - Kristaps Janičenoks, ex cestista lettone
- 1983 - Léo Fortunato, ex calciatore brasiliano
- 1983 - Wolfang Mejías, schermidore venezuelano
- 1983 - Sirianis Méndez, pallavolista cubano
- 1983 - Vanessa Nagni, calciatrice italiana
- 1983 - Massimo Penasa, ex sciatore alpino italiano
- 1983 - Amber Stachowski, ex pallanuotista statunitense
- 1983 - Chaher Zarour, calciatore francese
- 1984 - Ambrosia Anderson, cestista statunitense
- 1984 - Ahmad Brooks, ex giocatore di football americano statunitense
- 1984 - Rhys Carter, ex cestista australiano
- 1984 - Dan Crenshaw, politico e militare statunitense
- 1984 - Bennet Davis, ex cestista bahamense
- 1984 - Walter García, ex calciatore argentino
- 1984 - Taj Gray, ex cestista statunitense
- 1984 - Zdeněk Koukal, ex calciatore ceco
- 1984 - Michail Lobuchin, danzatore russo
- 1984 - Liesel Matthews, attrice e filantropa statunitense
- 1984 - Gabriele Piazzoni, attivista italiano
- 1984 - Maureece Rice, ex cestista statunitense
- 1984 - Andrej Tavželj, hockeista su ghiaccio sloveno
- 1984 - Tiago della Vega, chitarrista brasiliano
- 1985 - Khairul Amri, calciatore singaporiano
- 1985 - Eva Angelina, attrice pornografica statunitense
- 1985 - Max Benitz, attore britannico
- 1985 - Ian George Black, ex calciatore scozzese
- 1985 - Brooklyn Chase, attrice pornografica statunitense
- 1985 - Caitlin Ciccone, ex sciatrice alpina e sciatrice freestyle statunitense
- 1985 - Nastassja Dubarėzava, biatleta e ex fondista bielorussa
- 1985 - Kim Seung-yong, calciatore sudcoreano
- 1985 - Martina Kocher, slittinista svizzera
- 1985 - Brianna Love, ex attrice pornografica statunitense
- 1985 - Steven Marković, ex cestista australiano
- 1985 - Martin Mikulič, ex calciatore slovacco
- 1985 - Aleksej Nešović, cestista bosniaco
- 1985 - Sabrina Sena, tiratrice a segno italiana
- 1985 - Tamsyn Muir, scrittrice neozelandese
- 1985 - Brandon Wallace, ex cestista statunitense
- 1986 - Corey Ashe, ex calciatore statunitense
- 1986 - Jamie Bell, attore e ex ballerino britannico
- 1986 - Matthias Bieber, hockeista su ghiaccio svizzero
- 1986 - Jessica Gallagher, sciatrice alpina, atleta paralimpica e paraciclista australiana
- 1986 - Lokesh Kanagaraj, regista e sceneggiatore indiano
- 1986 - Ivan Scarponi, cestista italiano
- 1986 - Nelson Sossa, calciatore boliviano
- 1986 - Ederson Tormena, ex calciatore brasiliano
- 1986 - Youssouf Touré, calciatore francese
- 1986 - Srđan Živković, ex cestista serbo
- 1986 - Márcio de Souza Gregório Júnior, ex calciatore brasiliano
- 1987 - Federico Apolloni, discobolo italiano
- 1987 - Craig Austrie, ex cestista statunitense
- 1987 - Mircea Axente, ex calciatore rumeno
- 1987 - Robert Clark, attore statunitense
- 1987 - Flávio Beck Junior, ex calciatore brasiliano
- 1987 - Karim Izrailov, ex calciatore kirghiso
- 1987 - Leandro Almeida, calciatore brasiliano
- 1987 - Maria Nowakowska, modella polacca
- 1987 - Aravane Rezaï, tennista francese
- 1987 - Mattias Ritola, hockeista su ghiaccio svedese
- 1987 - Serhij Žurba, giocatore di calcio a 5 ucraino
- 1988 - Lautaro Acosta, calciatore argentino
- 1988 - Bacari, ex calciatore gambiano
- 1988 - Willem de Beer, velocista sudafricano
- 1988 - Bart Biemans, ex calciatore belga
- 1988 - Chen Zhizhao, ex calciatore cinese
- 1988 - Stephen Curry, cestista statunitense
- 1988 - Darius Ferdynand, ex attore pornografico e modello ungherese
- 1988 - Tiago Adan, ex calciatore brasiliano
- 1988 - Rico Freimuth, multiplista tedesco
- 1988 - Sasha Grey, ex attrice pornografica statunitense
- 1988 - Worthy de Jong, cestista olandese
- 1988 - David Molina, calciatore honduregno
- 1988 - Delvin Ndinga, ex calciatore congolese (Repubblica del Congo)
- 1988 - Laura Neboli, allenatrice di calcio e ex calciatrice italiana
- 1988 - Alice Pignagnoli, calciatrice e dirigente sportiva italiana
- 1988 - Luminița Pișcoran, ex biatleta rumena
- 1988 - Sebastián Pol, calciatore argentino
- 1988 - Nathan Stupar, giocatore di football americano statunitense
- 1988 - Ibrahim Traoré, militare e politico burkinabé
- 1988 - José Juan Vázquez, calciatore messicano
- 1989 - Andre Campbell, ex calciatore giamaicano
- 1989 - Denron Daniel, calciatore grenadino
- 1989 - Marwin González, giocatore di baseball venezuelano
- 1989 - Kash Doll, rapper e modella statunitense
- 1989 - František Kubík, calciatore slovacco
- 1989 - Liu Xiaoyu, cestista cinese
- 1989 - Slavko Lukić, calciatore serbo
- 1989 - Craig Mather, attore teatrale e cantante inglese
- 1989 - Luka Merdović, ex calciatore montenegrino
- 1989 - Dominic Mischler, giocatore di football americano svizzero
- 1989 - Camaləddin Məhəmmədov, lottatore azero
- 1989 - Jared James Nichols, chitarrista e cantante statunitense
- 1989 - Colby O'Donis, cantautore statunitense
- 1989 - Patrick Patterson, ex cestista statunitense
- 1989 - Roman Procházka, calciatore slovacco
- 1989 - Felipe Reynero, calciatore cileno
- 1989 - Denis Rombaldoni, scacchista italiano
- 1989 - Zack Rosen, ex cestista statunitense
- 1989 - Pia Stutzenstein, attrice tedesca
- 1989 - Ryōhei Yamazaki, calciatore giapponese
- 1990 - Hamideh Abbasali, karateka iraniana
- 1990 - Danny Agbelese, cestista statunitense
- 1990 - Yousef Al-Rawashdeh, calciatore giordano
- 1990 - Ruben Aleksanyan, sollevatore armeno
- 1990 - Joe Allen, calciatore gallese
- 1990 - Nemanja Arnautović, ex cestista serbo
- 1990 - Sasha Clements, attrice canadese
- 1990 - Jolien D'Hoore, dirigente sportiva, ex ciclista su strada e ex pistard belga
- 1990 - Asion Daja, calciatore albanese
- 1990 - Thali García, attrice messicana
- 1990 - Vegar Gjermundstad, calciatore norvegese
- 1990 - Tamás Kádár, calciatore ungherese
- 1990 - Marats Kasems, giornalista lettone
- 1990 - Jonathan Kuck, pattinatore di velocità su ghiaccio statunitense
- 1990 - Haru Kuroki, attrice e doppiatrice giapponese
- 1990 - Oleksandr Kuščev, cestista ucraino
- 1990 - Neuton, ex calciatore brasiliano
- 1990 - Oksana Okunjeva, altista ucraina
- 1990 - Kolbeinn Sigþórsson, ex calciatore islandese
- 1990 - Marcos Fabián Sánchez, calciatore argentino
- 1990 - Mönkhbatyn Urantsetseg, judoka mongola
- 1990 - Magdalena Wawrzyniak, ex pallavolista polacca
- 1990 - Willy Workman, cestista statunitense
- 1991 - Bryce Brown, ex giocatore di football americano statunitense
- 1991 - Juan Brussino, cestista argentino
- 1991 - Adam Edelman, bobbista e ex skeletonista statunitense
- 1991 - Ties Evers, ex calciatore olandese
- 1991 - Facundo Ferreyra, calciatore argentino
- 1991 - Walter Kannemann, calciatore argentino
- 1991 - Frans Malherbe, rugbista a 15 sudafricano
- 1991 - Tyrus McGee, cestista statunitense
- 1991 - Mateusz Możdżeń, calciatore polacco
- 1991 - Jaroslav Olijnyk, ex calciatore ucraino
- 1991 - Gōtoku Sakai, calciatore giapponese
- 1991 - Michaela Savic, modella svedese
- 1992 - Delainey Aigner-Swesey, pallavolista e giocatrice di beach volley statunitense
- 1992 - Alberto Alverà, giocatore di curling italiano
- 1992 - Tsanko Arnaudov, pesista portoghese
- 1992 - Youcef Belaïli, calciatore algerino
- 1992 - Giacomo Beretta, calciatore italiano
- 1992 - Kristen Bujnowski, bobbista canadese
- 1992 - Jakson Follmann, ex calciatore brasiliano
- 1992 - Erik Gustafsson, hockeista su ghiaccio svedese
- 1992 - Yasuhiro Koseki, ex nuotatore giapponese
- 1992 - Mikael Kuronen, hockeista su ghiaccio finlandese
- 1992 - Mardik Mardikian, calciatore siriano
- 1992 - Juan Muñiz, calciatore spagnolo
- 1992 - Elmar Reinders, ciclista su strada olandese
- 1992 - Martín Rivas, calciatore uruguaiano
- 1992 - Shotzi Blackheart, wrestler statunitense
- 1992 - Alin Toșca, calciatore rumeno
- 1992 - Mfon Udoh, calciatore nigeriano
- 1992 - Lando Vannata, artista marziale misto statunitense
- 1992 - José Luis dos Santos Pinto, calciatore brasiliano
- 1993 - Víctor Álvarez, calciatore spagnolo
- 1993 - Anthony Bennett, cestista canadese
- 1993 - Joshua Buatsi, pugile britannico
- 1993 - Alexander Christovao, ex calciatore angolano
- 1993 - Christian Dean, ex calciatore statunitense
- 1993 - Anna Ewers, modella tedesca
- 1993 - Toddrick Gotcher, allenatore di pallacanestro e ex cestista statunitense
- 1993 - Demetrius Joyette, attore canadese
- 1993 - Bárbara Latorre, calciatrice e ex giocatrice di calcio a 5 spagnola
- 1993 - Cristina Martín-Prieto, calciatrice spagnola
- 1993 - Nadya Ochner, ex snowboarder italiana
- 1993 - Amber Orrange, ex cestista statunitense
- 1993 - Lasha Parunashvili, calciatore georgiano
- 1993 - Ardit Peposhi, calciatore albanese
- 1993 - Marko Ramljak, cestista croato
- 1993 - Renaud Ripart, calciatore francese
- 1993 - Janne Saksela, ex calciatore finlandese
- 1993 - Philipp Ziereis, calciatore tedesco
- 1994 - Jasmine Abrams, velocista guyanese
- 1994 - Leonardo Bertone, calciatore svizzero
- 1994 - Bridgette Caquatto, ex ginnasta statunitense
- 1994 - Nuno Da Silva, calciatore svizzero
- 1994 - Ansel Elgort, attore, disc jockey e cantante statunitense
- 1994 - Elmira Gambarova, lottatrice azera
- 1994 - Nick Goepper, sciatore freestyle statunitense
- 1994 - Jonny Gray, rugbista a 15 britannico
- 1994 - Serhij Horbunov, calciatore ucraino
- 1994 - Dopebwoy, rapper olandese
- 1994 - Vasko Kalezić, calciatore montenegrino
- 1994 - Erce Kardeşler, calciatore turco
- 1994 - Michael Lüftner, ex calciatore ceco
- 1994 - Dayami Sánchez, pallavolista cubana
- 1994 - Frank Vatrano, hockeista su ghiaccio statunitense
- 1994 - Tavon Young, giocatore di football americano statunitense
- 1995 - Brandon Aubrey, ex calciatore e giocatore di football americano statunitense
- 1995 - Andrew Benesh, ex pallavolista statunitense
- 1995 - Mackenzie Brown, arciera statunitense
- 1995 - Gabriel Costa França, calciatore brasiliano
- 1995 - Gautier Dautremer, velocista francese
- 1995 - Sebbe De Buck, snowboarder belga
- 1995 - Rachel Hilbert, modella statunitense
- 1995 - Ike Iroegbu, cestista statunitense
- 1995 - Mathias Le Turnier, ciclista su strada francese
- 1995 - Sanja Mandić, cestista serba
- 1995 - José Luis Mosquera Moreno, calciatore colombiano
- 1995 - Nozomi Okuhara, giocatrice di badminton giapponese
- 1995 - Matteo Pistolesi, pallavolista italiano
- 1995 - Sandy Walsh, calciatore olandese
- 1995 - Davide Zanetti, rugbista a 15 italiano
- 1996 - Batuhan Altıntaş, calciatore turco
- 1996 - Gijs Brouwer, tennista olandese
- 1996 - Dean David, calciatore israeliano
- 1996 - Akramjon Komilov, calciatore uzbeko
- 1996 - René Kotrík, calciatore slovacco
- 1996 - Gladys Kwamboka, mezzofondista keniota
- 1996 - Regimantas Miniotas, cestista lituano
- 1996 - Heleen Nauwelaers, cestista belga
- 1996 - Zaurbek Sidakov, lottatore russo
- 1996 - Eden Silva, tennista britannica
- 1996 - Kevin Van Den Kerkhof, calciatore francese
- 1996 - Wang Yuanjun, goista taiwanese
- 1996 - Kevin Yebo, cestista tedesco
- 1996 - Florian Ziegler, giocatore di football americano svizzero
- 1997 - Simone Biles, ginnasta statunitense
- 1997 - Fernando Fonseca, calciatore portoghese
- 1997 - Joan Galbàs, hockeista su pista spagnolo
- 1997 - Alfred García, cantante spagnolo
- 1997 - Theodora Gkountoura, schermitrice greca
- 1997 - Dawid Kownacki, calciatore polacco
- 1997 - Harrie Lavreysen, pistard olandese
- 1997 - Shareef Miller, giocatore di football americano statunitense
- 1997 - Léo Natel, calciatore brasiliano
- 1997 - Miles Robinson, calciatore statunitense
- 1997 - José Luis Rodríguez Bebanz, calciatore uruguaiano
- 1997 - Fashion Sakala, calciatore zambiano
- 1997 - Javier Sánchez, calciatore spagnolo
- 1997 - Denise Tantucci, attrice italiana
- 1998 - Bilel Bellahcene, scacchista algerino
- 1998 - Isaac Buckley-Ricketts, calciatore inglese
- 1998 - Yvo Calleros, calciatore uruguaiano
- 1998 - Abdourazak Mahamoud Daher, calciatore gibutiano
- 1998 - Kim Da-yeong, giocatrice di go sudcoreana
- 1998 - Svetoslav Kovačev, calciatore bulgaro
- 1998 - Maarten Paes, calciatore olandese
- 1998 - Luca Pandolfi, calciatore italiano
- 1998 - Julian Schütter, ex sciatore alpino austriaco
- 1999 - Marvin Bagley, cestista statunitense
- 1999 - Darko Bajo, cestista croato
- 1999 - Žan Celar, calciatore sloveno
- 1999 - Olivia Dean, cantautrice britannica
- 1999 - Tidiane Diomandé, calciatore ivoriano
- 1999 - Kenneth Gainwell, giocatore di football americano statunitense
- 1999 - Kyle Philips, giocatore di football americano statunitense
- 1999 - Matías Ramírez, calciatore argentino
- 1999 - Sheldon Riley, cantante australiano
- 1999 - Joaquín Trasante, calciatore uruguaiano
- 1999 - Daiya Tōno, calciatore giapponese
- 1999 - Vladan Vidaković, calciatore serbo
- 1999 - Montrell Washington, giocatore di football americano statunitense
- 1999 - Amanuel Yohannes, calciatore etiope
- 2000 - Ignacio Aliseda, calciatore argentino
- 2000 - Jan Boller, calciatore tedesco
- 2000 - Billal Brahimi, calciatore francese
- 2000 - Federica Carletti, pallavolista italiana
- 2000 - Tomče Grozdanovski, calciatore macedone
- 2000 - Marsel Ismajlgeci, calciatore albanese
- 2000 - Ben Lhassine Kone, calciatore ivoriano
- 2000 - Jade Loville, cestista statunitense
- 2000 - Henning Matriciani, calciatore tedesco
- 2000 - Sebastián Meza, calciatore argentino
- 2000 - Nathan Ngoumou, calciatore francese
- 2000 - Jordan Petaia, rugbista a 15 australiano
- 2000 - Mujaid Sadick, calciatore spagnolo
- 2000 - Stephen Schumann, combinatista nordico statunitense
- 2000 - Rebecca Smith, nuotatrice canadese
- 2000 - David Tomassini, calciatore sammarinese
- 2000 - Fabiano Josué de Souza Silva, calciatore brasiliano

## XXI secolo(29)
- 2001 - Luàna Bajrami, attrice kosovara
- 2001 - Niccolò Mannion, cestista italiano
- 2001 - Martín Río, calciatore argentino
- 2001 - Hannah Thomas, canoista neozelandese
- 2002 - Yaleimid Correa, pallavolista portoricana
- 2002 - Ivan Djantou, calciatore camerunese
- 2002 - Chika Honda, fondista giapponese
- 2002 - Yuka Kawase, nuotatrice artistica giapponese
- 2002 - Idjessi Metsoko, calciatore togolese
- 2002 - Matías Ocampo, calciatore uruguaiano
- 2002 - Livia Peng, calciatrice svizzera
- 2002 - Tiago Ribeiro, calciatore portoghese
- 2003 - Riccardo Giovannini, tuffatore italiano
- 2003 - Bruninho, calciatore brasiliano
- 2003 - Jazian Gortman, cestista statunitense
- 2003 - Yanic Niederhäuser, cestista svizzero
- 2003 - Luca Oyen, calciatore belga
- 2003 - David Petrović, calciatore serbo
- 2003 - João Pedro Reginaldo, calciatore brasiliano
- 2003 - Jeremías Vallejos, calciatore argentino
- 2004 - Tang Qianting, nuotatrice cinese
- 2005 - Dário Essugo, calciatore portoghese
- 2005 - Sam Vermaat, snowboarder olandese
- 2006 - Felix Oberwaditzer, calciatore liechtensteinese
- 2006 - Simone Pafundi, calciatore italiano
- 2006 - Lucas Vennegoor of Hesselink, calciatore olandese
- 2007 - Lilianna Bátori, altista ungherese
- 2008 - Abby Ryder Fortson, attrice statunitense
- 2008 - Juan Cruz Meza, calciatore argentino

## Senza anno specificato(2)
- Yoshiki Tonogai, fumettista giapponese
- Anton von Wolszlegier, presbitero e politico tedesco († 1922)